# Eacles ducalis
Eacles ducalis är en fjärilsart som beskrevs av Walker 1855. Eacles ducalis ingår i släktet Eacles och familjen påfågelsspinnare. Inga underarter finns listade i Catalogue of Life.